# Supercopa Gibralteña 2004
La Supercopa Gibralteña del 2004 fue una competición que se disputó a partido único en el Estadio Victoria el 1 de octubre del 2004. Se enfrentaron el campeón de la Gibraltar Football League 2003/04 y de la Rock Cup 2003/04, el Lincoln fue campeón al ganarle 3:1 al Gibraltar United.
|           | - |                    |
| Lincoln 3 | - | Gibraltar United 1 |
| --------- | - | ------------------ |

|                   |
| Campeón           |
| Lincoln 3º título |